# Грицков
Грицков (укр. Грицьків) — село в Городокском районе Хмельницкой области Украины.
Население по переписи 2001 года составляло 259 человек. Почтовый индекс — 32067. Телефонный код — 3251. Занимает площадь 0,148 км². Код КОАТУУ — 6821281302.

## Местный совет
32065, Хмельницкая обл., Городокский р-н, с. Великий Карабчиев, ул. Шевченка, 13